# ЗАГС

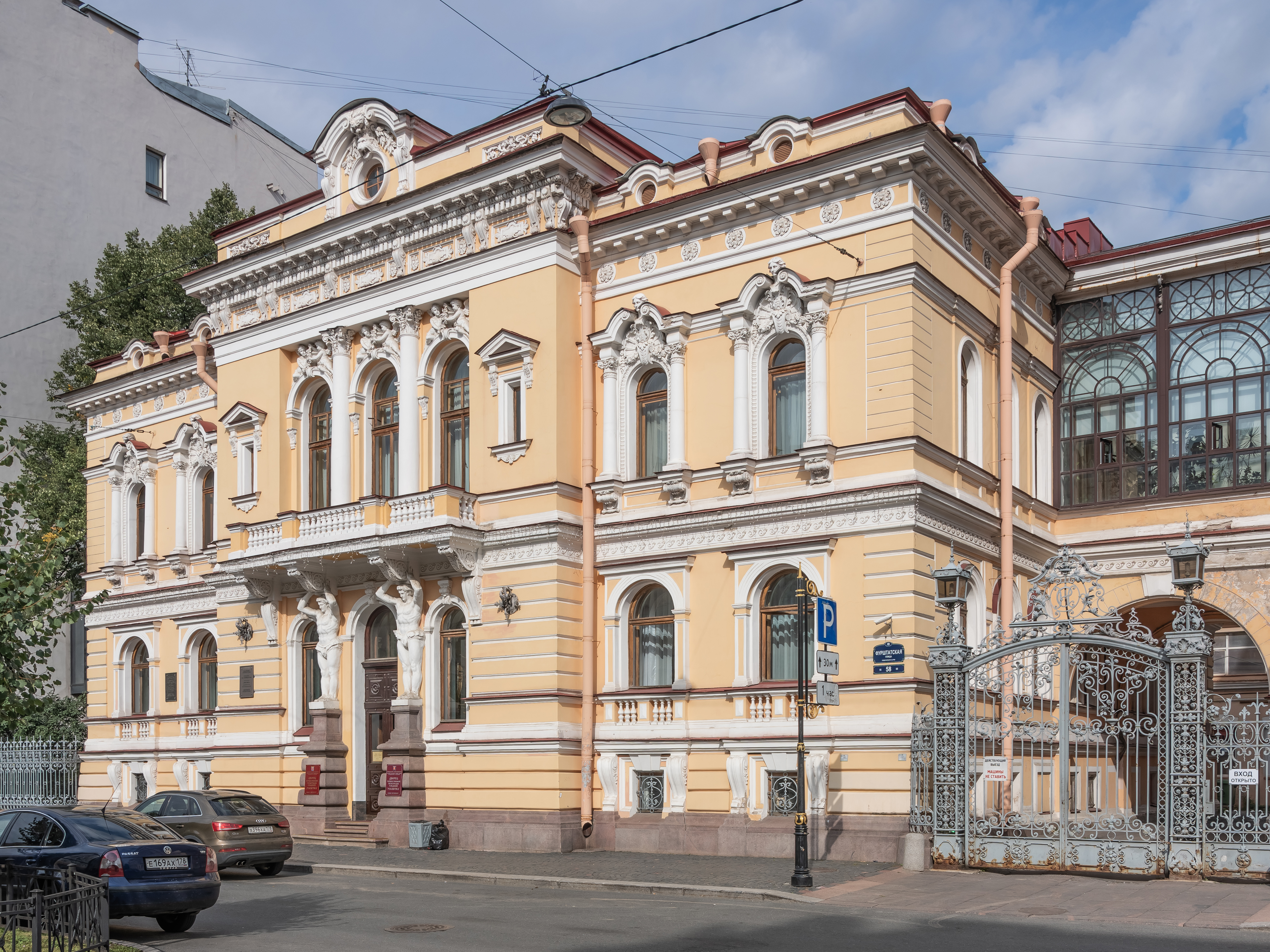
Дворец бракосочетаний на Фурштатской улице в Санкт-Петербурге

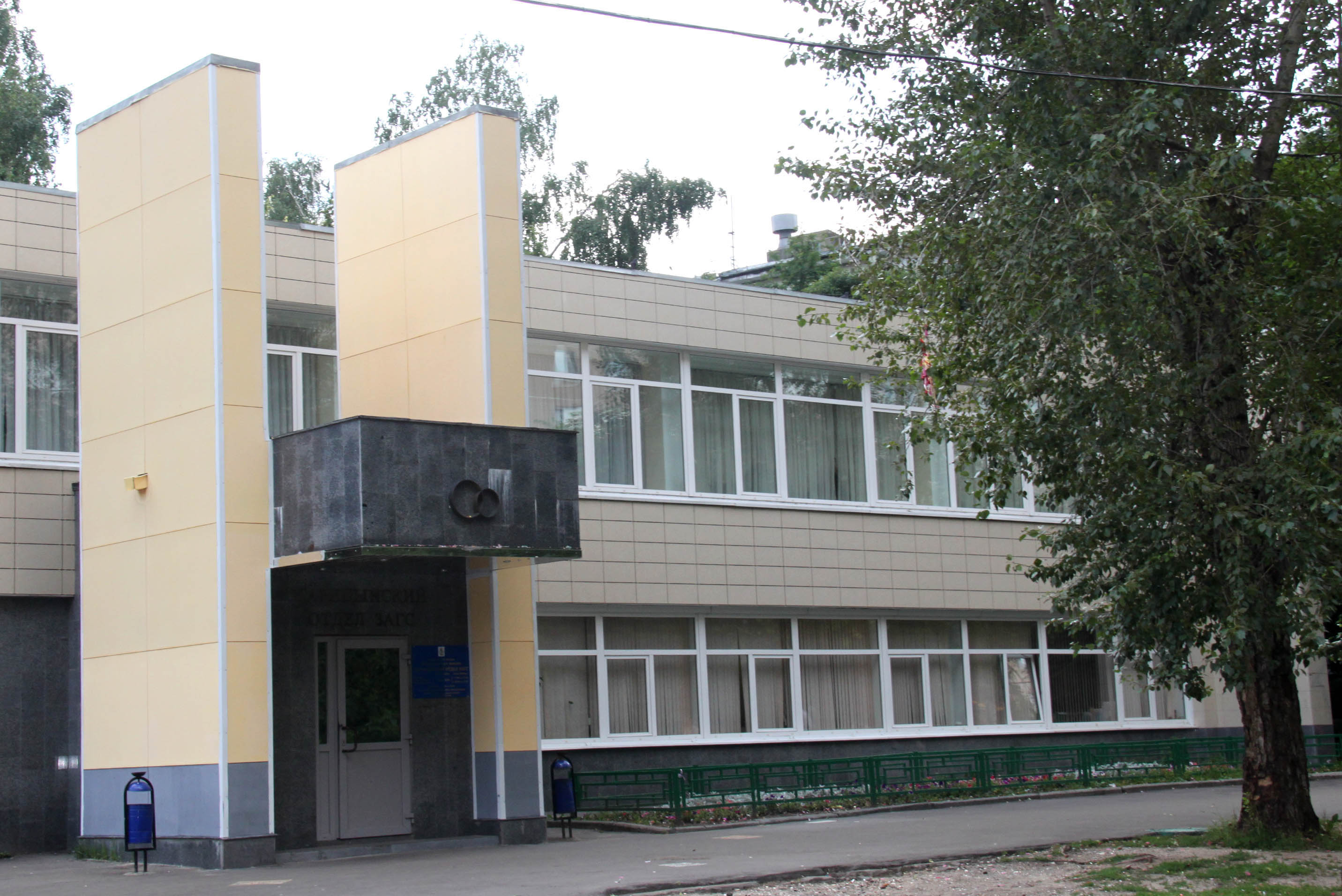
Царицынский отдел ЗАГС города Москвы

О́рганы за́писи а́ктов гражда́нского состоя́ния (сокращённо — ЗАГС) — органы власти в России, Беларуси и иных странах постсоветского пространства, производящие государственную регистрацию актов гражданского состояния, к которым отнесены: рождение, заключение и расторжение брака, усыновление (удочерение), установление отцовства, перемена имени и смерть. Орган ЗАГС, имеющий обособленное помещение для торжественной регистрации брака, может называться Дворцом бракосочетания.
В России органы ЗАГС учреждаются правительствами субъектов Российской Федерации в виде самостоятельных органов исполнительной власти либо в виде структурных подразделений (отделов, управлений) других органов исполнительной власти или органов местного самоуправления.
Поскольку органы ЗАГС учреждаются или наделяются такими полномочиями на уровне субъектов Российской Федерации, отсутствует орган, которому они были бы подчинены на федеральном уровне, однако их деятельность регулируются федеральными законами, а также правовыми актами Правительства Российской Федерации, Минюста и другими органами федеральной исполнительной власти.
Регистрацию актов гражданского состояния за пределами территории России в отношении граждан России осуществляют соответствующие консульские учреждения.
На Украине и в Казахстане, а также в некоторых субъектах РФ аналогичные функции выполняют отделы регистрации актов гражданского состояния (РАГС), в других странах регистрацию актов гражданского состояния осуществляют регистрационные офисы, уполномоченные так же на другие операции государственной регистрации, в остальных — правоохранительные органы (полиция).

## История

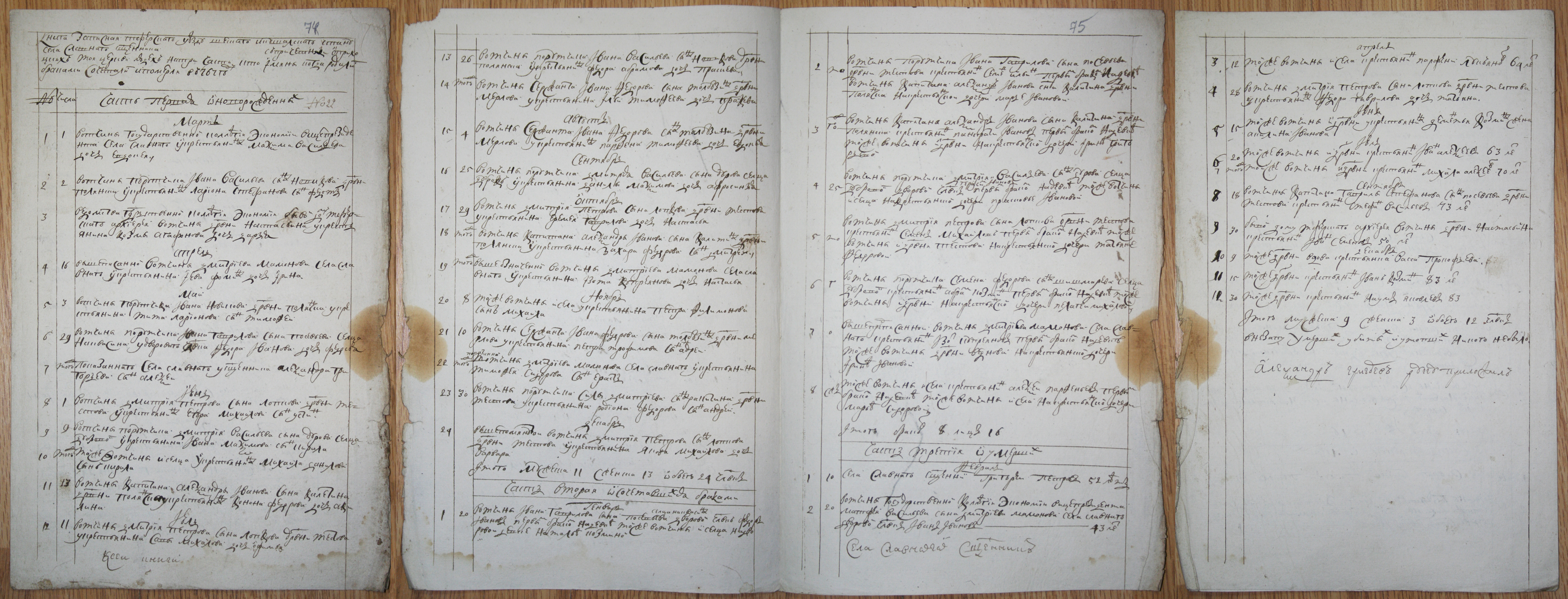
Разворот сельской метрической книги, 1767

До Октябрьской революции в России с 1722 года функции регистрации актов гражданского состояния выполняли церкви различных конфессий, синагоги, мечети. Запись рождения, крещения, смерти и отпевания клерикальными властями была распространена в странах Западной Европы и Пётр I решил ввести аналогичную практику в России. Функции государственных регистраторов выполняли священники, поэтому крещение и отпевание относились к тогдашнему перечню актов гражданского состояния, отсюда упрощённая шуточная формула схемы записи всего жизненного пути человека: «родился — крестился — женился — аминь» Некоторые священнослужители записывали также имена восприемников и даже суммы, уплаченные им мирянами за исполнение церковных обрядов крещения и отпевания.
18 декабря 1917 года СНК РСФСР принял декрет «О гражданском браке, о детях и о ведении книг актов состояния», которым предусматривалось обращение граждан в отдел записей браков и рождений при городской (районной, уездной или волостной земской) управе для регистрации брака, рождении ребёнка. Туда же следовало обращаться административным и судебным властям, а также гражданам, на попечении которых находился умерший, для составления акта о смерти лица.
Эти отделы вели специальные книги записей рождений, браков и смертей. Декретом предписывалось:

Всем духовным и административным учреждениям, коим ранее была подведомственна регистрация браков, рождений и смерти по обрядам каких бы то ни было вероисповедных культов, — предписывается незамедлительно эти регистрационные книги для дальнейшего их хранения пересылать в соответствующие городские, уездные, волостные и земские управы.
— Ст. 14 Декрета
16 сентября 1918 года ВЦИК РСФСР принял «Кодекс законов об актах гражданского состояния, брачном, семейном и опекунском праве», который окончательно утвердил положение о том, что акты гражданского состояния ведутся исключительно гражданской властью: отделами записей актов гражданского состояния.

## Функции ЗАГСов

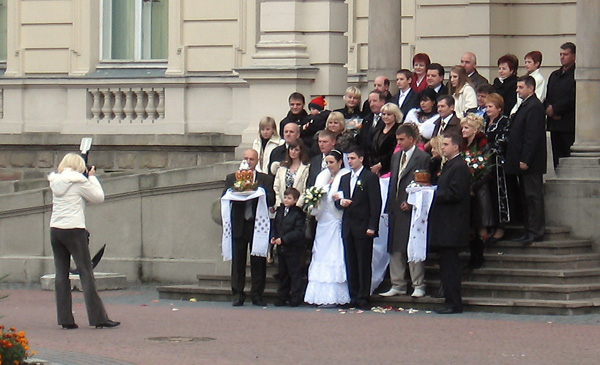
Фотографирование новобрачных и гостей возле загса

В случаях рождения, усыновления (удочерения), судебных разводов, судебного установления отцовства и смерти, ЗАГС выполняет только функцию официальной фиксации факта, выдавая соответствующие свидетельства государственного образца лишь на основании представляемых документов (медицинских о рождении или смерти, либо копии решения суда о разводе, об усыновлении (удочерении), об установлении отцовства). В случае изменения имени, заключения брака, установления отцовства по совместному заявлению родителей ребенка или в случае смерти матери, признания ее недееспособной, отсутствия сведений о месте пребывания матери или лишения ее родительских прав, а также разводов супругов по взаимному согласию и при отсутствии у них общих несовершеннолетних детей, ЗАГС выполняет, помимо собственно регистрации, функцию перевода граждан из одного гражданского состояния в другое.